# 14 липня (фільм)
"14 липня" (фр. Quatorze Juillet, 1933) — французький художній фільм Рене Клера.

## Сюжет
Молодий водій таксі Жан любив Полі, а вона його кинула. І він страждає, продовжуючи думати про неї, не помічаючи, що його любить квіткарка Анна. Але в День взяття Бастилії, 14 липня, Жан все-таки запросив Анну на танці. Всю ніч вони танцюють, а коли Жан повертається додому, на ліжку його чекає Поллі, яка повернулась.

## В ролях
- Аннабелла — Анна
- Жорж Ріго — Жан
- Раймон Корді
- Поль Олів'є
- Раймонд Аймос
- Томі Бурдель
- Мішель Андре
- Пола Іллері — Пола
- Гастон Модо
- Габрієль Росні